# Mosannona garwoodii
Mosannona garwoodii là loài thực vật có hoa thuộc họ Na. Loài này được Chatrou & Welzenis mô tả khoa học đầu tiên năm 1998.